# 650
Évszázadok: 6. század – 7. század – 8. század
Évtizedek: 600-as évek – 610-es évek – 620-as évek – 630-as évek – 640-es évek – 650-es évek – 660-as évek – 670-es évek – 680-as évek – 690-es évek – 700-as évek
Évek: 645 – 646 – 647 – 648 –  649 – 650 – 651 – 652 – 653 – 654 – 655

## Események

### Európa
- A türk vazallusságból megszabaduló kazárok elfoglalják a Kaszpi-tenger közelében fekvő Baranjart, megteszik székhelyüknek és megalapítják a Kazár Kaganátust (hozzávetőleges időpont).
- Meghal Ferchar mac Connaid, Dál Riata királya. Utóda Dúnchad mac Conaing és Conall Crandomna közösen.

### Ázsia
- Kótoku japán császár egy nagyon ritka és jó szerencsét jósló fehér fácánt kap ajándékba egyik daimjójától. A császár a kedvező előjel miatt új uralkodási korszakot nyit, amelyet Fehér fácánnak (Hakucsi) nevez el.
- Japánban elkészül a Hórjúdzsi templomban látható Tamamusi ereklyetartó.
- Tang Kao-cung kínai császár leállítja a még apja által előkészített kogurjói hadjáratot. A kínaiak elfogják és a fővárosba viszik a keleti türkök lázadó vezetőjét, Csebi kagánt, aki vissza akarta állítani a türk kaganátust. Kao-cung tisztelettel fogadja és hadvezérré nevezi ki Csebit, de a türköket közvetlen kínai uralom alá veszi.

### Amerika
- A maja Tikalban polgárháború tör ki és a vazallus Dos Pilas királya, Bʼalaj Chan Kʼawiil uralma alá vonja egy részét. Tikal ellenlábasa, Calakmul II. Yuknoom Chʼeen király vezetésével elfoglalja Dos Pilast és elűzi Bʼalajt.

### Csendes-óceán
- A legenda szerint a polinéz Ui-te-Rangiora egészen délre hajózik, ahol már jégmezőket lát és egyes interpretációk szerint felfedezi az Antarktiszt.

## Születések
- IV. Kónsztantinosz, bizánci császár
- Anasztaszia, IV. Kónsztantinosz bizánci császár felesége

## Halálozások
- Csandrakírti, indiai buddhista filozófus
- Ferchar mac Connaid, Dál Riata királya

## Fordítás
- Ez a szócikk részben vagy egészben  a(z)   650 című angol Wikipédia-szócikk ezen változatának fordításán alapul.  Az eredeti cikk szerkesztőit annak laptörténete sorolja fel. Ez a jelzés csupán a megfogalmazás eredetét és a szerzői jogokat jelzi, nem szolgál a cikkben szereplő információk forrásmegjelöléseként.